# ويكيبيديا الألمانية السكسونية الدنيا
ويكيبيديا الألمانية السكسونية الدنيا (الألمانية السكسونية الدنيا:Plattdüütsche Wikipedia) هي النسخة الألمانية السكسونية الدنيا من موسوعة ويكيبيديا. أطلقت في 2006.

## الإحصائيات
| عدد المستخدمين المسجلين | عدد المستخدمين النشيطين | عدد المقالات | صفحات المحتوى | عدد التعديلات | عدد الملفات المرفوعة | عدد الإداريين |
| ----------------------- | ----------------------- | ------------ | ------------- | ------------- | -------------------- | ------------- |
| 57٬031                  | 51                      | 85٬281       | 180٬080       | 1٬032٬807     | 0                    | 3             |